# 謝爾多爾 (愛荷華州)
謝爾多爾（英語：Sheldahl）是一個位於美國愛荷華州斯托里縣、布恩縣和波爾克縣的城市。

## 地理
謝爾多爾的座標為41°51′51″N 93°41′47″W / 41.86417°N 93.69639°W，而該地的平均海拔高度為315米（即1053英尺）。

## 人口
根據2010年美國人口普查的數據，謝爾多爾的面積為2.18平方千米，均為陸地。當地共有人口319人，而人口密度為每平方千米146人。